# フタユビナマケモノ
フタユビナマケモノ（Choloepus didactylus）は、哺乳綱有毛目フタユビナマケモノ科フタユビナマケモノ属に分類されるナマケモノ。

## 概要

鋭い牙を持つ。

南アメリカの北部（ベネズエラ、コロンビア、ブラジルなど）に分布し、熱帯雨林に生息する。体長は60～64cm、体重は9kgくらい。前肢に2本・後肢に3本の爪があり、長いかぎ爪を持つ。ほとんど木の上で枝にぶら下がって生活しており、地上に降りてくるのは1週間に1度糞をする時などに限る。主な捕食者としてアカハナグマ、ジャガー、マーゲイ、オセロット、オオアナコンダ、オウギワシが挙げられる。